# سد سيسد
سد سيسد سد أثري قديم يقع جنوب شرقي الطائف في منطقة محفوظة طبيعياً. بُني السد في عهد الخليفة الأموي معاوية بن أبي سفيان.

## البناء
بناء السد مختلف عن غيره من السدود فهوالمنتشرة في منطقة الطائف، فهو مشيد من حجارة مستطيلة الشكل وكبيرة الحجم بنيت في مداميك أفقية حيث يشكل جداراً متيناً ومنتظماً وعريضاً. يبلغ طول السد 58 متراً، ويبلغ عرضه 4,10 أمتار، وارتفاعه 8,5 أمتار.

## السد وإدارة المتاحف والآثار
قامت الإدارة العامة للآثار والمتاحف في عام 1399هـ/1979م بمسح بعض السدود وتسجيلها، وفي عام 1401هـ/1981م تم مسح ما تبقى من الآثار ومن ثم دراستها، ومن أبرزها سد سيسد الذي شُيد من الحجارة الكبيرة المستطيلة الشكل حيث بنيت من مداميك أفقية، وقد شُقت في الصخر يقصد بها قناة مفيض السد، ونظراً لمتانة السد فإنه لا يزال محافظاً على شكله، ومن أبرز معالم السد نقش حُفر على واجهة إحدى الصخور كُتب بالخط الكوفي يحمل أسم الخليفة الأموي معاوية بن ابي سفيان رضي الله عنه واسم بانيه وكاتبه، وجاء في قراءة نص النقش ما يلي: «هذا السد لعبد الله معاوية، أمير المؤمنين بناه عبد الله بن صخر، بإذن الله لسنة ثمان وخمسين، اللهم اغفر لعبد الله معاوية، أمير المؤمنين وثبته وانصره ومتع المؤمنين به كتب عمرو بن حباب».

## انظر ايضاً
- مدينة الطائف
- سد السملقي
- سد الصهباء

## وصلات خارجية
- سدود الطائف الأثرية.. شامخةً لأكثر من 1380 عاما.